# Piazza del Duomo (Grosseto)
Piazza del Duomo è una piazza del centro storico della città di Grosseto, dove hanno sede alcuni dei più importanti edifici cittadini.
La piazza deve il suo nome al duomo di Grosseto chi vi si affaccia ed è attigua alla più grande piazza Dante. Sul lato settentrionale ha inizio corso Carducci, il principale asse viario del centro storico.

## Storia

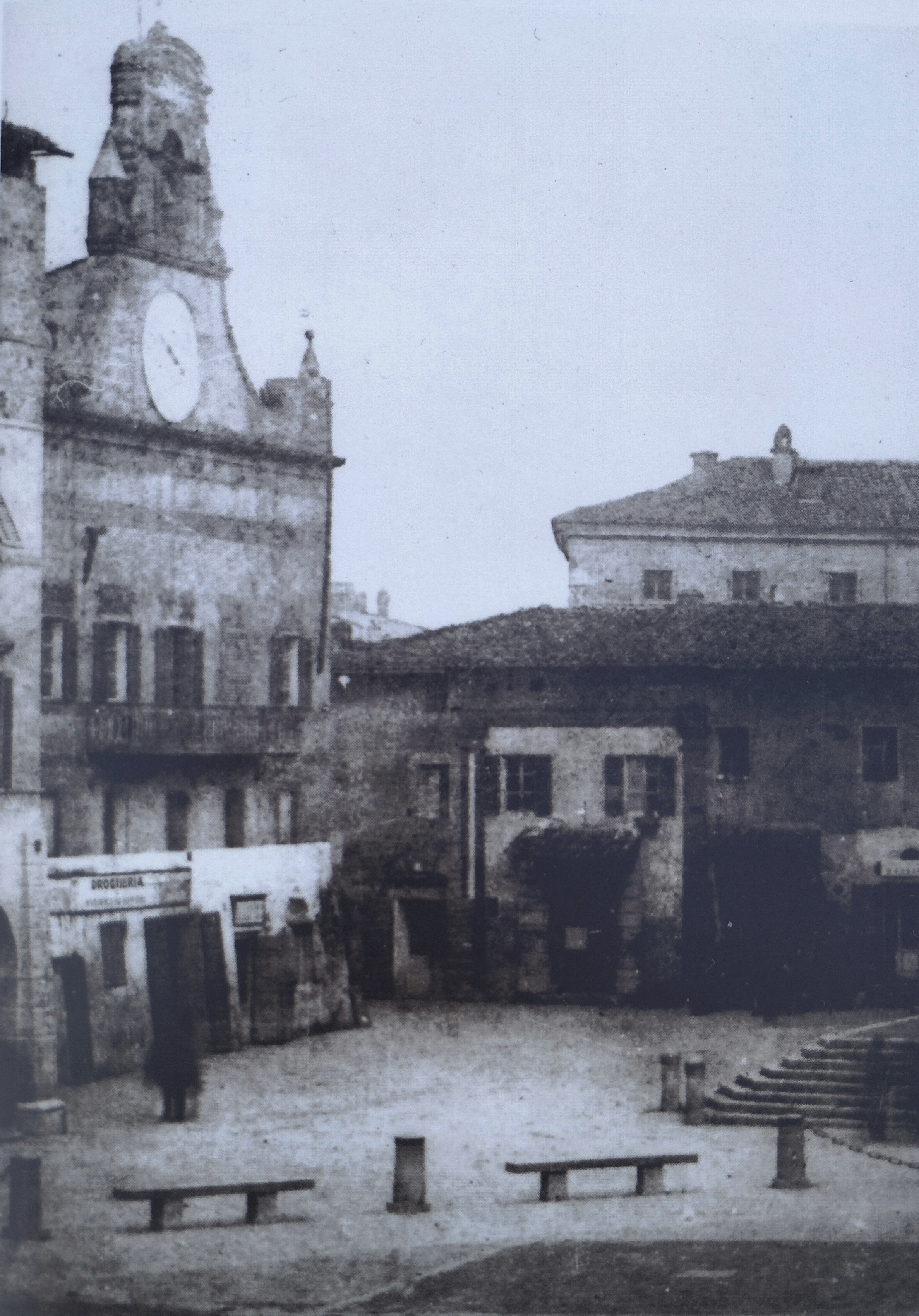
La piazza alla metà del XIX secolo

La piazza ha avuto origine nel XIV secolo quando i due edifici della cattedrale (potere religioso) e del palazzo dei Priori (potere civile) si sono trovati a fronteggiare nel punto centrale della città. Di fianco alla cattedrale, sorse in seguito un quartiere di edifici che costituivano la chiesa e ospedale di San Giovanni decollato. Come si nota nella planimetria realizzata da Odoardo Warren nel 1749, la posizione avanzata del palazzo dei Priori e la presenza dell'ospedale facevano sì che l'accesso al corso principale risultasse nascosto. La distanza fra il palazzo dei Priori e il duomo è «volutamente esigua: è infatti imposta una visione ravvicinata della facciata che esalta la mole della chiesa».
Tra il 1867 e il 1870 venne edificato il nuovo municipio e per questo furono demolite le strutture su questo lato della piazza, inclusa l'ex chiesa di San Giovanni decollato. Ormai pericolante e in disuso, il palazzo dei Priori venne demolito nel 1937. La sua eliminazione, e poi la costruzione di un nuovo edificio in posizione più arretrata, permise l'ampliamento della piazza, conferendo maggiore respiro alla facciata della cattedrale e permettendo l'imbocco diretto al corso Carducci.
Nel gennaio 2017 sono state installate sulla pavimentazione della piazza, di fronte al palazzo comunale, tre pietre d'inciampo di Gunter Demnig dedicate agli antifascisti grossetani Albo Bellucci, Giuseppe Scopetani e Italo Ragni, deportati e assassinati a Mauthausen.

## Edifici
Duomo di Grosseto

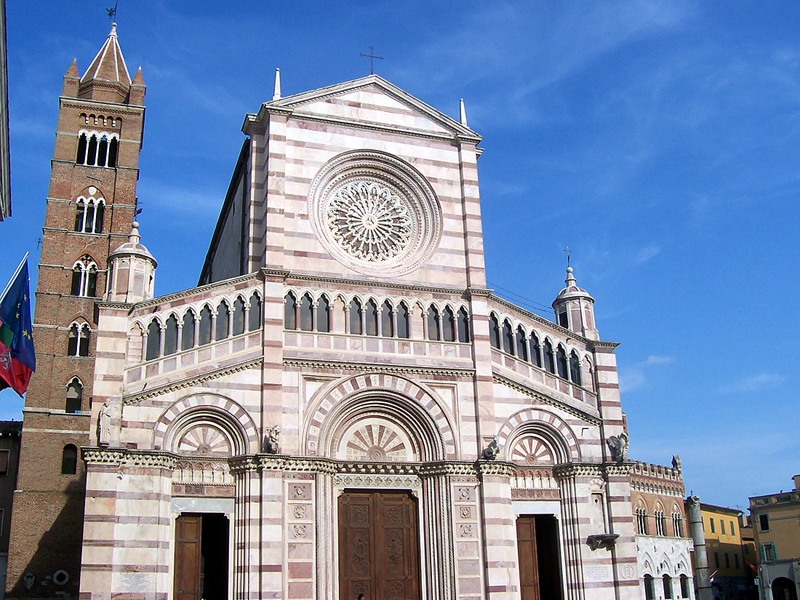
Il duomo di Grosseto

La cattedrale di San Lorenzo è situata sul lato orientale della piazza. La chiesa è stata edificata nel XIII secolo, nel luogo dove si presume sorgesse l'alto-medievale pieve di Santa Maria. La struttura fu rifatta nel XVI secolo per opera di Antonio Maria Lari, mentre ulteriori ristrutturazioni tra il 1840 e il 1865 hanno modificato l'aspetto rinascimentale dell'edificio, nel tentativo di riportarlo alle primitive forme medievali. La facciata che dà su piazza del Duomo si presenta sulla scorta del gusto di matrice romanica per la bicromia bianco-rossa (marmo rosso di Caldana) e per le forme goticheggianti; su di essa sono poste le statue dei quattro evangelisti, risalenti al XIV secolo, un bel rosone centrale con la raffigurazione del Redentore, due chioschetti cinquecenteschi laterali, un ballatoio con colonnine originarie, un timpano con immagini religiose (1897) dell'artista Leopoldo Maccari.
Palazzo Comunale
Il municipio è situato sul lato settentrionale della piazza e ospita la giunta, il consiglio e gli uffici amministrativi del Comune di Grosseto. L'edificio è stato realizzato a partire dal 1867 su progetto di Giovanni Clive, in uno stile prevalentemente neorinascimentale, e ultimato nel 1870. Qui sorgeva l'antica chiesa di San Giovanni decollato, già sconsacrata e adibita a magazzino prima della sua demolizione. Sotto il loggiato del palazzo comunale sono esposte una serie di lapidi celebrative, tra cui quello del referendum del 1946.
Palazzo Alben
Il palazzo Alben è situato sul lato occidentale della piazza, di fronte alla cattedrale. Il palazzo è stato costruito tra il 1948 e il 1950 dall'omonima ditta, sul luogo del medievale palazzo dei Priori, demolito tra il 1937 e il 1938 dal governo fascista che qui voleva realizzare la sede dell'Istituto nazionale della previdenza sociale. Ospita un istituto bancario e si presenta come un imponente edificio che richiama ancora il razionalismo con loggiato a piano terra.